# Район Мелроуз
«Район Мелроуз» (англ. Melrose Place) — американський телесеріал, прем'єрний показ сімох сезонів якого відбувся на телеканалі FOX у 1992—1999 роках. Це мильна опера з великою кількістю дійових осіб, що живуть по сусідству. Герої постійно знаходяться в пошуках оптимального поєднання роботи та особистого життя.
Події відбуваються в місті Західний Голлівуд округу Лос-Анджелес.
Продюсером виступив Аарон Спеллінг, автором ідеї серіалу — Даррен Стар, чий попередній проєкт — телесеріал «Район Беверлі-Гіллз» до того часу досяг великого успіху. З 8 липня 1992 по 24 травня 1999 серіал виходив на американському телеканалі FOX. Протягом багатьох років творцям «Району Мелроуз» вдавалося залучити телевізійну аудиторію, вдало поєднуючи мелодраму і секс з чорним гумором, насильством і абсурдними сюжетними ходами, що шокують. Крім того, «Район Мелроуз» став першим серіалом, який оспівав культуру яппі. Цей серіал з його гедоністичним і одночасно безвихідним поглядом на життя був визнаний одним з характерних явищ американської попкультури 1990-х.
Серіал спочатку не приносив великих рейтингів. Все змінилося після того, як продюсери зважилися рішуче повернути сюжет серіалу і «продали» будинок на Мелроуз-авеню, 4616, в якому «проживали» герої, підприємиці Аманді Вудворд. З цього моменту рейтинг «Району Мелроуз» швидко пішов угору.

## Головні ролі
- Томас Калабро
- Джозі Біссет
- Ендрю Шу
- Емі Локейн
- Дуг Савант
- Брук Ленгтон
- Ліса Рінна
- Кортні Торн-Сміт
- Гізер Локлір
- Грант Шоу
- Девід Шарве
- Джеймі Лунер
- Дафна Зуніга
- Крістін Девіс
- Келлі Резерфорд
- Алісса Мілано
- Роб Естес
- Лора Лейтон
- Марсія Кросс

## Список епізодів
| Сезони | Кількість епізодів | Прем'єра        | Прем'єра          | Прем'єра  | Прем'єра                                   | Рейтинг Нільсена (на основі кількості аудиторії за даними компанії Nielsen Media Research) | Середній рейтинг епізодів за даними IMDb (січень 2019) |
| Сезони | Кількість епізодів | Початок показу  | Завершення показу | Телеканал | Кількість глядачів у США, млн              | Рейтинг Нільсена (на основі кількості аудиторії за даними компанії Nielsen Media Research) | Середній рейтинг епізодів за даними IMDb (січень 2019) |
| ------ | ------------------ | --------------- | ----------------- | --------- | ------------------------------------------ | ------------------------------------------------------------------------------------------ | ------------------------------------------------------ |
| 1      | 32                 | 8 липня 1992    | 26 травня 1993    | FOX       | 11,9                                       | #112                                                                                       | 7,49                                                   |
| 2      | 32                 | 8 вересня 1993  | 18 травня 1994    | FOX       | 14,8                                       | #50                                                                                        | 8,09                                                   |
| 3      | 32                 | 12 вересня 1994 | 22 травня 1995    | FOX       | 14,1                                       | #57                                                                                        | 8,45                                                   |
| 4      | 34                 | 11 вересня 1995 | 20 травня 1996    | FOX       | 13,2                                       | #61                                                                                        | 8,31                                                   |
| 5      | 34                 | 9 вересня 1996  | 19 травня 1997    | FOX       | 11,8                                       | #58                                                                                        | 7,91                                                   |
| 6      | 27                 | 8 вересня 1997  | 30 березня 1998   | FOX       | 9,5                                        | #80                                                                                        | 7,98                                                   |
| 7      | 35                 | 27 липня 1998   | 24 травня 1999    | FOX       | 8,4 (фінальний епізод — 10,38 млн глядачів | #95                                                                                        | 8,03 (не враховуючи епізод 7.34 з рейтингом 3,7)       |